# Zamarada taborae
Zamarada taborae là một loài bướm đêm trong họ Geometridae.